# Emilia Alperovich
Esphir Alperovich o Ludmila Alperovich, conocida como Emilia Alperovich Kosakovsky, (Kremenchuk, 30 de noviembre de 1917-Uruguay, 23 de junio de 2004) fue una arquitecta, constructora y profesora ucranianoargentina radicada en Uruguay.

## Biografía
Nació el 30 de noviembre de 1917 en la ciudad ucraniana de Kremenchuk, en ese entonces parte del Imperio Ruso (actualmente en Poltava). Al nacer fue inscrita como Esphir, pero poco después siguiendo la reglamentación rusa para los judíos la reinscribieron como Ludmila adoptando el nombre ruso. El diminutivo de su nombre era Milaia o Milka.
Fue la única hija de Abraham Alperovich, médico y farmacéutico lituano; y de Rachel Kosakovsky, quien era enfermera, escritora y cantante lírica. Su madre era militante probolcheviques, sin embargo, la familia igualmente sufrió persecuciones, por lo que en 1920 decidieron emigrar de Ucrania a la Argentina, donde ya vivía un tío paterno. El viaje implicó una estadía de dos años en Alemania.
Cuando la familia llegó a Argentina adoptaron nombres castellanizados siguiendo las leyes argentinas. Su padre pasó a llamarse Alejandro, su madre Raquel y ella Emilia. Se radicaron inicialmente en Mendoza, donde su padre pudo ejercer su profesión luego de revalidar materias de su carrera en Buenos Aires.
De niña sufrió tuberculosis, por lo que residió durante algunos meses en Córdoba para su recuperación. Al terminar la escuela secundaria, comenzó a hacer cursos de aviación, que tuvo que abandonar ante el pedido de su padre luego de la desaparición de Amelia Earhart en 1937. Al mismo tiempo estudió la carrera de arquitectura. Los estudios los realizó con dificultades dado que eran sólo dos mujeres en el curso, ambas judías, en un contexto de auge de ideas nacionalistas y filonazis de la Argentina de la década de 1930.

## Trayectoria
En 1943 se graduó de arquitecta y se casó con su primer esposo. En 1946 nació su primer hijo, Carlos Schwartz. Durante esos años, la familia Alperovich se convirtió en asidua veraneante de Piriápolis. Allí conoció a José Luis Invernizzi, más conocido como «Tola». Posteriormente, se divorció de su primer esposo en 1948, con la intención de formar pareja con José Luis Invernizzi. Debido a esto, su hijo Carlos permaneció con su padre y ella se mudó a Piriápolis.
En 1950 se casó con Invernizzi y poco después revalidó su título en Uruguay, comenzando a ejercer su profesión en Piriápolis. El matrimonio tuvo dos hijos: Mario Invernizzi (1952) y Claudio Invernizzi (1956). Entre 1976 y 1985, por motivos políticos y por poseer ciudadanía argentina, tras pasar por la cárcel de mujeres de Treinta y Tres luego de ser detenida por pertenecer a los Tupamaros, fue expulsada de Uruguay, radicándose en nuevamente en Buenos Aires, mientras su hijo Carlos se exiliaba en España; y sus hijos menores Mario y Claudio sufrieron cárcel, y su esposo fue detenido en varias oportunidades.
A partir de la década de 1950, junto con su marido comenzó a trabajar como arquitecta en Piriápolis, desarrollando una empresa familiar con la cual diseñaron más de 400 obras,  entre ellas centenares de viviendas, algunos edificios, gimnasios, policlínicas, locales de estudio y una comisaría. Si bien la mayoría de sus obras se encuentran en Piriápolis, también se localizan en Pan de Azúcar, Punta del Este, Buenos Aires y balnearios del oeste de Maldonado.
Su obra estuvo fuertemente influenciada por el racionalismo arquitectónico; así como los diseños de la Bauhaus. Empleó como materiales el hierro y el hormigón, incorporando revestimientos irregulares de piedra laja y venecitas. En algunos casos, también incorporó elementos pictóricos, como murales, como parte de la composición.
También fue docente en el Liceo de Piriápolis, donde dio clases de dibujo e historia del arte.
Falleció el 23 de junio de 2004 en Uruguay donde residió.

## Homenajes
El 7 de junio de 2016, la Intendencia Departamental de Maldonado designó con su nombre a una calle en la ciudad de Piriápolis.